# Kunstpreis der DDR
Der Kunstpreis der Deutschen Demokratischen Republik wurde am 22. Januar 1959 als staatliche Auszeichnung von der Regierung der DDR gestiftet und jährlich im Oktober vom Minister für Kultur vergeben. Er war eine hohe staatliche Auszeichnung für künstlerische Einzelleistungen, die als richtungweisend für die Entwicklung der Kultur eingeschätzt wurden. Der Kunstpreis wurde jährlich insbesondere an Persönlichkeiten verliehen, die sich auf den Gebieten Musik, Bildende Kunst, Angewandte Kunst, Film, Fernsehen, Rundfunk und Unterhaltungskunst Verdienste erworben hatten.
Der Preis wurde an Einzelpersonen und an Kollektive bis zu sechs Personen verliehen. Er konnte an die Einzelperson oder dasselbe Kollektiv nur einmal verliehen werden. Zur Verleihung gehörte eine Medaille, eine Urkunde und eine Geldzuwendung für Einzelpersonen von 6000 Mark und für Kollektive bis zu 20.000 Mark.

## Preisträger (unvollständig)
:
K = Ehrung als Mitglied eines Kollektivs
- Hartwig Albiro
- Renata Ahrens
- Paul Arnold K
- Ulrich Aust K
- Rudolf Austen
- Theo Balden
- Conny Bauer
- Arndt Bause
- Alfred Beier-Red
- Henryk Berg
- Hannelore Bey
- Klaus G. Beyer
- Gerhard Bienert
- Thomas Billhardt
- Irmgard Boas
- Manfred Bofinger
- Kurt Böwe
- Fritz Bornemann
- Hans Brockhage
- Gudrun Brüne
- Victor Bruns
- Albert Burkat
- Volker Büttner
- City
- Hanno Coldam
- Fritz Dähn
- Peter Damm
- Mathilde Danegger
- Ilse Decho
- Fred Delmare
- Angelica Domröse
- Dietrich Dorfstecher
- Fritz Duda
- Wolfgang Engel
- Ludwig Engelhardt
- Klaus Ensikat
- Gunther Erdmann
- Veronika Fischer
- Erich Franz
- Dieter Gantz
- Erich Geister
- Erich Gerlach
- Rainer Genss
- Erwin Geschonneck
- Bernd Göbel
- Helga Göring
- Inge Götze
- Dieter Goltzsche
- Christa Gottschalk
- Günter Grabbert
- Roland Gräf
- Richard Groschopp
- Manfred Grund
- Gruppe Neue Musik Hanns Eisler
- Ulrich Hachulla
- Hartmut Haenchen
- Harald Hakenbeck
- Oskar Hamann
- Heinz Handschick
- Franz Havemann
- Heidrun Hegewald
- Gisela Heller
- Friedrich B. Henkel
- Hans Detlef Hennig
- Barbara Henniger
- Peter Herden
- Peter Herrmann
- Karl-Georg Hirsch
- Rudi Högner
- Norbert Hornig
- Hans-Dieter Hosalla
- Walter Howard
- Klaus Hugo
- Jo Jastram
- Günter Junghans
- Ernst Kahler
- Albert Kapr
- Karat
- Herbert Kegel
- Inge Keller
- Helmut Klotz
- Siegfried Klotz
- Günter Kootz
- Olaf Koch
- Günter Kochan
- Gottfried Kolditz
- Peter Konwitschny
- Wilfried Krätzschmar
- Lothar Krompholz
- Henry Krtschil
- Eberhard Kube
- Walter Kubiczeck
- Jürgen Kuttner
- Reinhard Lakomy
- Christian Lehmann
- Georg Leopold
- Siegfried Lorenz
- Nora Mank
- Guido Masanetz
- Wolfgang Mattheuer
- Gisela May
- Rudolf Mayer
- Willibald Mayerl
- Ingelore Menzhausen
- Joachim Menzhausen K
- Paul Michaelis
- Horst Michel
- Otto Möhwald
- Alfred Müller
- Gustav Müller
- Helmut Müller-Lankow
- Armin Mueller-Stahl
- Armin Münch
- Karlheinz Mund
- Willi Neubert
- Walter Niklaus
- Friedel Nowack
- Carlernst Ortwein
- Henry Pacholski
- Ralf Petersen
- Ernst-Ludwig Petrowsky
- Otti Planerer
- Barbara Plensat
- Herbert Prüget
- Puhdys
- Heinz Quermann
- Kurt Robbel
- Heinz Rodewald
- Hans-Joachim Rotzsch
- Frank Ruddigkeit
- Horst Sakulowski
- Christine van Santen
- Albin Schaedel
- Lothar Scharsich
- Manfred Scherzer
- Christfried Schmidt
- Paul Schmidt-Roller
- Rolf Schnabel
- Dieter Schneider
- Klaus Schneider
- Benno Schramm
- Siegfried Schreiber
- Heinz Schulz
- Paul-Oskar Seese
- Elizabeth Shaw
- Willi Sitte
- Günter „Baby“ Sommer
- Stern-Combo Meißen
- Rudi Stolle
- Adele Stolte
- Peter Strang
- Hilmar Thate
- Karl Thewalt
- Siegfried Thiele
- Hans Vent
- Bärbel Wachholz
- Lothar Warneke
- Peterpaul Weiß
- Peter Wekwerth
- Heinz Werner
- Roman Weyl
- Richard O. Wilhelm
- Gerhard Wohlgemuth
- Günter Wolff (Grafiker)
- Alfons Wonneberg
- Marianne Wünscher
- Gert Wunderlich K
- Gerhard Zachar
- Ludwig Zepner
- Jutta Zoff

## Weitere kunstbezogene Preise siehe auch
- Preis für künstlerisches Volksschaffen
- Medaille für Verdienste im künstlerischen Volksschaffen der Deutschen Demokratischen Republik
- Medaille ausgezeichnetes Volkskunstkollektiv der Deutschen Demokratischen Republik.

Themenbezogene Kunstpreise wurden seit den 1960er Jahren auch von Massenorganisationen der DDR vergeben:
- FDJ: Erich-Weinert-Medaille (Kunstpreis der FDJ)
- FDGB: Kunstpreis des FDGB
- DSF: Kunstpreis der Gesellschaft für Deutsch-Sowjetische Freundschaft
- DTSB: Kunstpreis des DTSB
- VdgB: Kunstpreis der VdgB, erstmals verliehen am 16. Mai 1986, unter anderen an Jurij Brězan, Erwin Strittmatter und Walter Womacka.

Weitere Kunstpreise wurden von den Bezirken der DDR und von Städten an Freischaffende und Künstlerkollektive verliehen, soweit sich ein besonderer regionaler Bezug ergeben hatte oder besondere Leistungen gewürdigt wurden.